# Chamaesoma brolemanni
Chamaesoma brolemanni är en mångfotingart som beskrevs av Ribaut och Karl Wilhelm Verhoeff 1913. Chamaesoma brolemanni ingår i släktet Chamaesoma och familjen Chamaesomatidae. Inga underarter finns listade i Catalogue of Life.